# Dicaeum virescens
Dicaeum virescens là một loài chim trong họ Dicaeidae.